# Scoraggiando
Scoraggiando è un album del gruppo musicale degli Squallor, pubblicato nel 1982.

## Produzione
Scoraggiando è stato l'ultimo album prodotto per la CGD dagli Squallor, i quali hanno seguito la carriera di Alfredo Cerruti, che in quell'anno passava dalla CGD alla Dischi Ricordi, divenendone direttore artistico.

## Tracce
1. Scoraggiando
2. Raffreddore nero
3. Noè
4. Il tempo delle rughe
5. Telefona...
6. Mortò veneziano
7. Pierpaolo a Phoenix
8. La novia (Casa e chiesa)
9. Revival
10. No se bibe così